# AlloCiné
AlloCiné è una società anonima francese che fornisce servizi e informazioni online sul cinema.

## Storia
In origine, AlloCiné era un servizio d'informazioni telefoniche sulla programmazione delle sale cinematografiche, che si è imposta grazie a un numero facile da ricordare (40 30 20 10 prima e poi 01 40 30 20 10) e l'assenza dello scatto alla risposta, al contrario dei suoi concorrenti. L'impresa si è in seguito diversificata, diventando un portale cinematografico di riferimento in Francia.
Un tempo di proprietà di Canal+, poi di Universal, la società è di nuovo tornata indipendente, dopo essersi riscattata da Tiger Global, un fondo comune d'investimento statunitense nel giugno 2007.
Il sito non offre solo notizie sui film e i DVD in uscita, ma un'informazione completa sul mondo del cinema, e costituisce in Francia l'equivalente di Internet Movie Database.
Nel 2005, AlloCiné estende il suo mercato di riferimento ai dati delle serie televisive. Nel 2011 viene lanciato il canale televisivo AlloCiné TV, che però ha definitivamente terminato le sue trasmissioni nell'aprile del 2012.

## Organizzazione aziendale
- Véronique Morali (presidente del consiglio di amministrazione)
- Cédric Sire (direttore generale)
- Stephanie Pardo (direttore amministrativo e finanziario)
- Arnaud Metral (direttore delle pubblicazioni)
- Yoann Sardet (caporedattore)

## AlloCiné nel mondo
AlloCiné è presente nei seguenti Paesi
| Lingua | Paese    | Sito Internet       | Apertura         |
| ------ | -------- | ------------------- | ---------------- |
| (FR)   | Francia  | www.allocine.fr     | 5 settembre 2011 |
| (DE)   | Germania | www.FilmStarts.de   |                  |
| (PT)   | Brasile  | www.AdoroCinema.com | agosto 2011      |
| (TR)   | Turchia  | www.Beyazperde.com  |                  |
| (ES)   | Spagna   | www.SensaCine.com   |                  |